# Mannweiler
Mannweiler ist mit rund 250 Einwohnern der größere Ortsteil der im rheinland-pfälzischen Donnersbergkreis liegenden Ortsgemeinde Mannweiler-Cölln. Bis 1969 war Mannweiler eine eigenständige Gemeinde.

## Lage
Mannweiler liegt im nordwestlichen Teil der Ortsgemeinde unmittelbar an der Alsenz im östlichen Nordpfälzer Bergland. Nordöstlich des Siedlungsgebiets mündet der Morsbach in die Alsenz.

## Geschichte
Der Ort wurde 1238 erstmals als „Manewilere“ erwähnt und wurde in der Folgezeit an die Herren von Randeck belehnt. Anfang des 15. Jahrhunderts erwarben die Herren von Flersheim einen Teil und 1514 die Kurpfalz den Teil der Randecker. Mit Aussterben der Flersheimer im Jahr 1655 erbten die Freiherren von Reigersberg deren Anteil. Bis Ende des 18. Jahrhunderts verblieb der Ort bei der Kurpfalz. Von 1798 bis 1814, als die Pfalz Teil der Französischen Republik (bis 1804) und anschließend Teil des Napoleonischen Kaiserreichs war, war Manweiler – so die damalige Schreibweise – in den Kanton Obermoschel eingegliedert und unterstand der Mairie Alsenz. 1815 hatte der Ort insgesamt 204 Einwohner. Im selben Jahr wurde der Ort Österreich zugeschlagen. Bereits ein Jahr später wechselte der Ort in das Königreich Bayern. Von 1818 bis 1862 gehörte er dem Landkommissariat Kirchheim an; aus diesem ging das Bezirksamt Kirchheim hervor. Am 1. Dezember 1900 wechselte die Gemeinde in das neu geschaffene Bezirksamt Rockenhausen.
Nach einem „Ortschaften-Verzeichnis für den Freistaat Bayern“ aus dem Jahr 1928 lebten in der Landgemeinde Mannweiler 318 Einwohner (56 Katholiken und 262 Protestanten) in 68 Wohngebäuden. Sowohl die Katholiken als auch die Protestanten gehörten seinerzeit zur Pfarrei von Oberndorf. Es gab eine protestantische Schule. Zu Mannweiler gehörte die Untermühle mit elf Einwohnern.
Ab 1939 war der Ort Bestandteil des Landkreises Rockenhausen. Nach dem Zweiten Weltkrieg wurde Mannweiler innerhalb der französischen Besatzungszone Teil des damals neu gebildeten Landes Rheinland-Pfalz. Im Zuge der ersten rheinland-pfälzischen Verwaltungsreform wurde der Ort am 7. Juni 1969 mit der Nachbargemeinde Cölln zur neuen Ortsgemeinde Mannweiler-Cölln zusammengelegt. Gleichzeitig wechselte der Ort in den neu geschaffenen Donnersbergkreis.

## Infrastruktur
Der Ort erhielt 1871 an der in diesem Jahr auf voller Länge eröffneten Alsenztalbahn am westlichen Ortsrand einen Bahnhof. Nach dem Zweiten Weltkrieg wurde er mangels Rentabilität aufgegeben. Mitten durch den Ort verlaufen außerdem die Bundesstraße 48, die Kreisstraße 16, die ihn mit Schiersfeld verbindet und der Alsenz-Radweg. Mit dem Ortskern und der Burg Randeck existieren in Mannweiler zwei Denkmalzonen; hinzu kommen insgesamt zehn Einzeldenkmäler, darunter das Randeck-Museum. Der Automobilzulieferer-Betrieb Keiper besitzt ein Werk vor Ort.

## Persönlichkeiten

### Söhne und Töchter der Gemeinde
- Walter Giers (1937–2016), Licht-, Klang- und Medienkünstler

### Personen, die vor Ort gewirkt haben
- Jakob Brenneisen (1869–1947), Landwirt und Politiker, starb vor Ort.